# Коллизия континентов

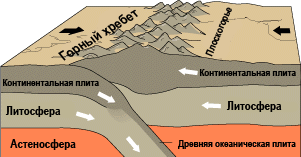
Столкновение континентов

Коллизия континентов (континентальное столкновение) — это столкновение и дальнейшее взаимодействие двух континентальных плит, которые из-за относительной легкости слагающего их материала не могут погрузиться друг под друга, в результате чего происходит  смятие коры и образование горных цепей с очень сложным внутренним строением. Коллизия следует непосредственно за субдукцией и обычно рассматривается в качестве конечного этапа цикла Уилсона (т.е. цикла развития складчатых поясов).
Современные зоны коллизии характеризуются высокой, преимущественно мелкофокусной коровой сейсмичностью, однако землетрясения не сконцентрированы в узких зонах, а имеют площадное распространение.
Главным структурным выражением зон коллизии являются тектонические покровы (шарьяжи) и сопровождающие их хаотические образования типа дикого флиша (олистостромы).
Примером коллизии является Альпийско-Гималайский горный пояс, образовавшийся в результате закрытия океана Тетис и столкновения с Евразийской плитой Индостана и Африки. В результате мощность коры значительно увеличивается, под Гималаями она составляет 70 км. Это неустойчивая структура, её стороны интенсивно разрушаются поверхностной и тектонической эрозией. В коре с резко увеличенной мощностью идет выплавка гранитов из метаморфизованных осадочных и магматических пород. Так образовались крупнейшие батолиты, например Зерендинский и Ангаро-Витимский.
Континентальная коллизия является длительным процессом. Например, в областях сочленения Евразийской и Индостанской плит она продолжается 55 млн. лет.
В постколлизионную стадию, когда заканчивается общее сжатие, происходит распад (коллапс) горного сооружения, а на смену коллизионному сжатию приходит растяжение, связанное с растеканием нижней коры под давлением вышележащих пород. В это время образуются постколлизионные рифты.
Отметим, что словосочетание «Сталкивание материков» («Коллизия континентов») не следует понимать буквально, как «Соударение». Слово сталкивание более уместно для описания явлений с существенной ролью кинетической энергии, но кинетическая энергия сближения материков c относительной скоростью порядка 2 см/год невелика.